# 사마누
사마누(페르시아어: سمنو) 또는 사마나크(페르시아어: سمنک)는 발아밀을 고아 만든 페이스트이다. 이란의 노루즈 음식이며, 페르시아 제국의 영향권에 있던 중앙아시아에서도 즐겨 먹는다. 중앙아시아 각지에서 수마나크(타지크어: суманак), 수말라크(우즈베크어: sumalak), 쉬묄뢰크(키르기스어: сүмөлөк), 쉬멜레크(투르크멘어: sümelek), 스밀리크(카자흐어: сүмелек) 등으로 불린다. 아제르바이잔에서는 세메니 할바스(아제르바이잔어: səməni halvası)로 불리며 할바의 하나로 여겨진다.

## 같이 보기
- 맴미
- 아슈레